# Oulangia stokesiana
Oulangia stokesiana är en korallart. Oulangia stokesiana ingår i släktet Oulangia och familjen Rhizangiidae.

## Underarter
Arten delas in i följande underarter:
- O. s. miltoni
- O. s. stokesiana